# Анкор, ще анкор!
«Анкор, ще анкор!» — російський художній фільм режисера Петра Тодоровського.

## Зміст
Фільм про кохання. Про лейтенанта, який закохався в молоду гарну дружину полковника. Полковник живе між молотом і ковадлом, і в нього дві дружини — стара, з довоєнних років, і молода, яку він зустрів на фронті і в яку закохався без пам'яті.

## Ролі
| Актор                      | Роль                                         |
| -------------------------- | -------------------------------------------- |
| Валентин Гафт              | полковник Федір Васильович Виноградов        |
| Ірина Розанова             | Люба Антипова, молодший лейтенант медслужби  |
| Євген Миронов              | лейтенант Володимир Полєтаєв                 |
| Олена Яковлєва             | Аня Крюкова                                  |
| Лариса Малеванна           | Тамара Володимирівна, дружина Виноградова    |
| Сергій Никоненко           | капітан Іван Крюков                          |
| Володимир Ільїн            | капітан Ліховол, інтендант                   |
| Андрій Ільїн               | сержант Філя Срібний, ад'ютант Виноградова   |
| Анатолій Веденкин          | полковник Довгвіло, замполіт                 |
| Ольга Лебедєва             | лейтенант Віра Довгвіло                      |
| Олександр Пашутін          | майор Скиданенко, працівник СМЕРШ            |
| Людмила Гнілова            | Лідія Аркадіївна Бархатова, друкарка в СМЕРШ |
| Олена Котіхіна (Гугленгоф) | Антоніна Петрівна Селюнина, кухарка          |
| Станіслав Говорухін        | комдив                                       |
| Валентина Березуцька       | учасниця хору                                |
| Нартай Бегалін             | майор                                        |
| Ольга Васильєва-Назарова   | дружина капітана                             |
| Ігор Вєтров                | капітан Митя нерок                           |
| Борис Вельшер              | старшина Зіновій Юхимович, хормейстер        |
| Олена Коллегова            | учасниця хору                                |
| Тамара Сидоренко           | дружина Скиданенко                           |
| Дмитро Лавров              | епізод                                       |

## Призи
- «Ніка» на Всеросійському фестивалі за найкращий ігровий фільм 1992
- На Всесвітньому фестивалі в Токіо в 1993 році нагороджений призом за найкращий сценарій
- Головний приз Відкритого фестивалю «Кінотавр» в Сочі (1993)
- Приз V Всеросійського фестивалю «Сузір'я-93»
- Спеціальна премія журі МКФ авторського кіно в Сан-Ремо-94
- Олена Яковлєва отримала «Ніку» за найкращу жіночу роль.
- Ірина Розанова отримала приз «За найкраще виконання головної жіночої ролі» на кінофестивалі «Сузір'я-92» та приз «Золотий Овен-92».

## Факти
- Деякі сцени фільму знімалися в Переславскому залізничному музеї.
- Зйомки фільму пройшли взимку 1991—1992 років.

.

## Знімальна група
- Режисер-постановник та сценарист: Петро Тодоровський
- Оператор-постановник: Юрій Райський
- Продюсер: Міра Тодоровська
- Композитор: Ігор Кантюков, Петро Тодоровський
- Художник-постановник: Валентин Коновалов